# Bactrocera latilineata
Bactrocera latilineata
 es una especie de díptero que Drew describió por primera vez en 1989. Bactrocera latilineata pertenece al género Bactrocera de la familia Tephritidae. 